# John Burland
John Boscawen Burland (4 de marzo de 1936) es profesor emérito e investigador principal del Departamento de Ingeniería Civil y Ambiental del Imperial College de Londres.      

## Educación temprana
John Burland asistió a Parktown Boys 'High School y luego recibió una Licenciatura en Ingeniería Civil de la Universidad de Witwatersrand en 1959. Luego se trasladó a la Universidad de Cambridge donde realizó investigaciones en Mecánica de Suelos bajo la supervisión del Profesor Kenneth H. Roscoe que condujo a la concesión de un doctorado en 1967. Su título de tesis fue Deformación de arcilla blanda. Luego se mudó al Imperial College de Londres, donde se desempeñó como Profesor de Mecánica de Suelos durante más de 20 años y Jefe de la Sección de Geotecnia.   

## Logros
Burland es más conocido como el ingeniero que impidió que la Torre Inclinada de Pisa se volcara,[3][4][5][6]. Fue galardonado con el Caballero Comandante de la Real Orden de Francisco I por el Duque de Castro. También participó en asegurar que las Casas del Parlamento y el Big Ben no sufrieran daños por la extensión de la línea londinense del Jubileo subterráneo.
Burland también trabajó en la construcción de un gran parque subterráneo en el Palacio de Westminster y la estabilización de la Catedral Metropolitana de la Ciudad de México. Su equipo también participó en la extensión de la línea Jubilee y ha asesorado en muchos aspectos geotécnicos de ese proyecto, incluida la estabilidad de la Big Ben Clock Tower.  
Es muy conocido por su trabajo en la mecánica del suelo de estado crítico y el desarrollo del modelo constitutivo Mod Clay Cam para las arcillas reconstituidas.[7]  

## Premios
Su contribución a la Mecánica de Suelos
fue muy reconocida y fue invitado a pronunciar la trigésima conferencia Rankine de la Asociación Geotécnica Británica titulada Sobre la compresibilidad y la resistencia al corte de las arcillas naturales[8]. Además, fue galardonado con la Medalla de Oro de la Institución de Ingenieros Estructurales en 1997. En 2002 presentó la Conferencia Higginson [9] y la Conferencia Victor de Mello. [10] Fue nombrado miembro de la Real Academia de Ingeniería. [11][12]     
Burland también recibió un Doctorado Honorario de la Universidad Heriot-Watt en 1994.[12]     